# Sisyphus youngai
Sisyphus youngai là một loài bọ cánh cứng trong họ Bọ hung (Scarabaeidae).